# Yamaha PSR-E373
A Yamaha PSR-E373 egy otthoni célra szánt 61 billentyűs digitális hangszer.
A modellre YPT-370 néven is hivatkoznak, illetve egy tudásában megegyező de 76 billentyűs kiadást PSR-EW310 néven forgalmaznak.

## Hivatalos leírás
A PSR-E373 egy 61 billentyűs szabvány hordozható keyboard, azoknak készült, akik első alkalommal ismerkednek billentyűs hangszerrel vagy azoknak, akik szerepelni szeretnének. Sokféle funkcióval felvértezve a dinamikus billentyűs modell sok olyan tulajdonsággal rendelkezik, melyeket még a hangszerrel ismerkedők is azonnal élvezhetnek.
Dinamikus billentyűzettel és egy minden célra megfelelő LSI hanggenerátorral a PSR-EW310 egy új szabvány hozott létre a hordozható keyboardok világában, kiváló hangszínekkel a Yamaha tökéletes választás lehet zene tanulásához vagy zenéléshez egyaránt.